# No Hard Feelings
No Hard Feelings är en amerikansk komedifilm från 2023. Filmen är regisserad av Gene Stupnitsky som även skrivit manus tillsammans med John Phillips.
Filmen hade biopremiär i Sverige den 30 juni 2023, utgiven av Sony Pictures Releasing.

## Handling
Handlingen utspelar sig i Montauk, New York, och kretsar kring Maddie, en Uberförare som står på randen till konkurs efter att hennes bil tagits i beslag. Desperat efter att tjäna pengar svarar hon på en ovanlig annons på Craigslist. Hennes nya arbetsgivare är föräldrar till en socialt inkompetent, men begåvad, tonåringsson. Han är inte det minsta intresserad av mänskliga interaktioner. I utbyte mot en "ny" bil, går Maddie med på att bli deras sons "flickvän".

## Rollista
Källor: 
- Jennifer Lawrence – Maddie Barker
- Andrew Barth Feldman – Percy Becker
- Matthew Broderick – Laird Becker
- Laura Benanti – Allison Becker
- Natalie Morales – Sarah
- Scott MacArthur – Jim
- Ebon Moss-Bachrach – Gary
- Hasan Minhaj – Doug Khan
- Kyle Mooney – Jody
- Zahn McClarnon – Gabe Sawyer